# Casa da Memória (Minde)

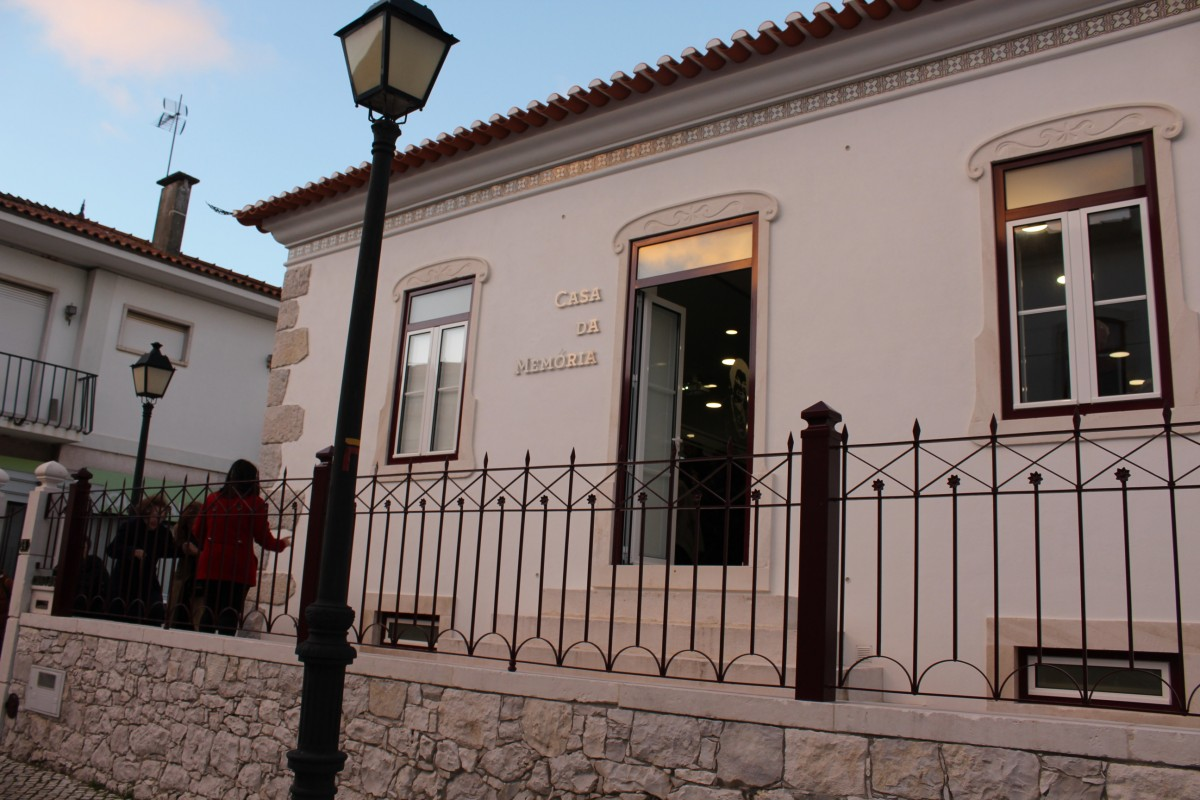
Fachada da Casa da Memória Prof. Abílio Madeira Martins

A Casa da Memória Prof. Abílio Madeira Martins é um arquivo público sito na vila de Minde, no município de Alcanena, Portugal.

## Donatários
A "Casa da Memória", edifício centenário em Minde, acolhe o espólio dos professores Abílio Madeira Martins e Maria Cândida do Nascimento. A proposta partiu do casal, que fez a doação do montante necessário à aquisição do imóvel, por forma a que este pudesse albergar o património da história e cultura de Minde que adquiriram ao longo da vida. Custearam, também, o grosso das obras de requalificação do edifício, que permanece na esfera patrimonial da Junta de Freguesia de Minde.
Abílio Madeira Martins dá o nome à Escola Básica Prof. Abílio Madeira Martins, sita também na freguesia de Minde.

## Inauguração e revitalização do edifício
A “Casa da Memória”, um edifício centenário em Minde, foi inaugurado a 20 de janeiro de 2019. O momento foi aproveitado para ser narrada a história do próprio edifício, outrora a casa de uma figura da terra, a “Joaquininha”, adquirido em 2014 pelo executivo mindense de António Fresco. O edifício rústico, de características ribatejanas, foi começado a construir na década de 20 do século passado e estava bastante degradado, com fortes indícios de que poderia ruir.
Para além de documentação variada, o edifício alberga as encadernações de todas as edições do Jornal de Minde, livros dos autores da terra e várias fotografias dos antigos proprietários da moradia. Ademais, a “Casa da Memória” possui uma arca, com cerca de 200 anos, de uma antiga Confraria, fotografias dos antigos proprietários, nomeadamente da “Joaquininha”, livros de autores de Minde, estatuetas, um escritório com uma antiga máquina de escrever, livros sobre Minde, entre muitos outros objetos.
Foi declarada a intenção de digitalizar a informação do acervo para facilidade de acesso ao espólio.